# 細川岳
細川 岳（ほそかわ がく、1992年8月26日 - ）は、日本の俳優。大阪府出身。TOM company所属。

## 経歴
2014年、『ガンバレとかうるせぇ』で役者デビュー。本作はぴあフィルムフェスティバルで映画ファン賞･観客賞を、ヨコハマ・フットボール映画祭で最優秀作品賞を受賞するなど、複数の映画祭で賞を獲得した
2020年、『佐々木、イン、マイマイン』では高校時代に圧倒的な存在感を放っていた主人公の同級生・佐々木 役で出演。細川が内山拓也監督に、高校時代の忘れられない友人の話をしたことから企画が立ち上がる。同作品では脚本としても参加している。

## 出演

### 映画
- 『ガンバレとかうるせぇ』（2014年、佐藤快磨監督）
- 『ヴァニタス』（2016年、内山拓也監督）主演
- 『飢えたライオン』（2017年、緒方貴臣監督）
- 『止められるか、俺たちを』（2018年、白石和彌監督）
- 『サイモン& タダタカシ』（2018年、小田学監督）
- 『歩けない僕らは』（2019年、佐藤快磨監督）
- 『不感症になっていくこれからの僕らについて』（2019年、品田誠監督）
- 『くらやみ祭りの小川さん』（2019年、浅野晋康監督）
- 『アルキメデスの大戦』 （2019年、山崎貴監督）
- 『無頼』（2020年、井筒和幸監督）
- 『泣く子はいねぇが』（2020年、佐藤快磨監督）
- 『君が世界のはじまり』（2020年、ふくだももこ監督）
- 『ソワレ』（2020年、外山文治監督）
- 『佐々木、イン、マイマイン』（2020年、内山拓也監督） - 佐々木 役、企画・脚本としても参加
- 『愛うつつ』（2021年、葉名恒星監督） - 主演・新田純 役
- 『ハウ』（2022年、犬童一心監督） - 内山 役
- 『きみは愛せ』　(2022年、葉名恒星監督)
- 『階段の先には踊り場がある』　(2022年、木村聡志監督)
- 『ぬいぐるみとしゃべる人はやさしい』（2023年、金子由里奈監督）[1]
- 『赫くなれば其れ』（2023年、猫目はち監督）[2]
- 『ミッシング』（2024年、吉田恵輔監督） - 不破 役[3]

### テレビドラマ
- 大河ドラマ 鎌倉殿の13人 第40回（2022年10月23日、NHK） - 和田胤長 役[4]
- 連続テレビ小説
  - 舞いあがれ! 第16回 - 最終回（2022年10月24日 - 2023年3月31日、NHK） - 玉本淳 役[4]
  - 虎に翼 第9週（2024年、NHK） - 小笠原 役
  - おむすび 最終週（2025年、NHK） - 丸尾貴裕 役
- 何かおかしい2 第2話 - 最終話（2023年4月12日 - 6月21日、テレビ東京） - 内山 役
- イップス 第2話（2024年4月19日、フジテレビ） - チョロ / 中野隆二 役[5]
- あの夜をすくいに（2025年3月29日、朝日放送テレビ） - 中野翔太 役[6]
- ソロ活女子のススメ5 第8話（2025年5月22日、テレビ東京） - システムエンジニア 役

### 舞台
- 『東益平七丁目団地防衛隊』（2014年、日栄洋祐演出）
- 『12匹』（2016年、眞鍋卓嗣演出）
- 『ザ・ヒューマンズ-人間たち』（2025年、桑原裕子演出）[7]

### 配信ドラマ
- Hulu U35クリエイターズ・チャレンジ「脱走球児」（2022年2月、Hulu）
- ヒヤマケンタロウの妊娠（2022年、Netflix）[8] - 田辺雅人 役

### MV
- From East『日々』（2018年、井手内創監督）
- Have a Nice Day!
  - 「わたしの名はブルー」MV
  - 「ビューティフルライフ」MV
  - ショートムービー「ペタロの時代の愛」

### CM
- 『データでケイバに強くなる』MY注目馬編（2016年、JRA-VAN）
- 『耕そう、大地と地域のみらい。』（2016年、JAグループ）
- 『時代に流されたシャウエッセン』（2019年、日本ハム）
- 『世界を変えよう』ARアプリ編（2019年、日本経済新聞社）